# Лунёв, Андрей Евгеньевич
Андре́й Евге́ньевич Лунёв (род. 13 ноября 1991, Москва) — российский футболист, вратарь московского «Динамо». Заслуженный мастер спорта России.

## Клубная карьера

### «Торпедо» (Москва)
Воспитанник ФШМ «Торпедо». В 2009 году начал выступать за первую команду московского «Торпедо», игравшую тот сезон в любительском первенстве России (зона «Москва»). Через год сыграл за «Торпедо» в семи матчах во втором дивизионе и два — в кубке.

#### В аренде (2012—2014)
В сезоне 2011/2012 года был отдан в аренду футбольному клубу «Истра». Летом 2013 года был арендован «Калугой». В октябре 2014 стал свободным агентом.

### «Сатурн»
Зимой 2015 года подписал контракт с раменским «Сатурном», провёл 4 матча.

### «Уфа»
Летом 2015 года стал игроком «Уфы», где первый сезон отыграл в молодёжном составе команды. 11 сентября 2016 года дебютировал в основном составе в качестве основного вратаря команды российской Премьер-лиги. В матче против «Локомотива» отбил пенальти от Пейчиновича и отстоял на ноль (0:1). До конца года провёл за «Уфу» 10 матчей, пропустил 7 мячей, 6 игр отстоял на «ноль».

### «Зенит»
23 декабря 2016 года перешёл в петербургский «Зенит». Контракт был заключён сроком на 4,5 года. Первый официальный матч за «Зенит» провёл 19 марта 2017 года против тульского «Арсенала» (2:0). После нескольких удачных матчей Лунёву удалось стать основным вратарём команды, выиграв конкуренцию у Юрия Лодыгина. С приходом Роберто Манчини остался основным вратарём. 13 августа 2018 года в матче с «Рубином» оставив свои ворота в неприкосновенности, вошёл в символический Клуб Леонида Иванова (для вратарей, сыгравших не менее 25 сухих матчей за «Зенит»). В конце июня 2021 года контракт Лунёва с «Зенитом» истёк, так как клуб и игрок не смогли договориться об условиях продления.
В июле 2022 года публично обратился к Алексею Миллеру из-за якобы невыплаченных ему «Зенитом» премиальных за сезон 2020/21.

### «Байер 04»
9 июля 2021 года Лунев перешел в леверкузенский «Байер 04» заключив контракт до 2023 года. 23 июля вышел вместо Лукаша Градецкого после перерыва и не пропустил ни одного мяча в контрольном матче с «Фрайбургом». 9 декабря дебютировал за клуб в официальном матче, проведя всю встречу группового этапа Лиги Европы с венгерским «Ференцварошем». В сезоне 2021/22 в составе клуба занял 3-е место в Бундеслиге.

### «Карабах»
19 августа 2023 года Лунёв стал игроком «Карабаха», заключив контракт на год. 27 августа дебютировал за клуб в матче чемпионата против «Кяпаза» (1:1). 21 сентября провёл матч группового этапа Лиги Европы против «Молде» и помог своей команде одержать сухую победу 1:0.
Признан лучшим вратарём по сэйвам (36) в еврокубках в сезоне 23/24. Вратарь «Карабаха» отразил 72 % ударов в 8 матчах ЛЕ.
4 июня 2024 года покинул «Карабах» после окончания контракта.

### «Динамо» (Москва)
18 июня 2024 года Лунëв стал игроком московского «Динамо», перейдя на правах свободного агента. Контракт был заключëн до лета 2026 года. 20 июля Лунëв дебютировал в матче в рамках первого тура РПЛ с воронежским «Факелом», выйдя с стартовый состав (3:1). В первом матче Андрей на 74-й минуте пропустил гол с игры от Евгения Маркова, а потом на 82-й минуте получил жëлтую карточку. В итоге Лунëв отыграл весь матч и команда выиграла со счётом 3:1.

## Карьера в сборной
Попал в расширенный состав сборной России на Кубок конфедераций 2017, но на турнир не поехал, получив травму в матче против «Краснодара».
16 августа 2017 года вошёл в расширенный состав сборной России для участия в учебно-тренировочном сборе в Новогорске. Дебют Лунёва за сборную состоялся 10 октября 2017 в товарищеском матче со сборной Ирана (1:1). 14 ноября провёл второй матч за сборную России против Испании (3:3), в конце встречи получил травму головы и был госпитализирован (поскольку лимит замен был исчерпан, в ворота встал Денис Глушаков). В марте 2018 года в игре с Францией вышел в основном составе в товарищеском матче. Попал в итоговую заявку на домашний чемпионат мира 2018 года, весь турнир провёл в запасе. Провёл первый матч сборной России в Лиге наций против Турции (2:1). Также провёл матчи со сборной Германии (0:3) и Швеции (0:2).
После завершения карьеры Игоря Акинфеева в национальной сборной с 1 октября 2018 года, тренер Станислав Черчесов объявил Лунёва основным вратарём команды. В матчах против Сан-Марино и Кипра находился в запасе (ворота сборной защищал Гильерме Маринато).
В марте 2021 года был вызван в сборную в рамках отборочного турнира ЧМ-2022. Провёл все три матча в запасе.

## Статистика

### Клубная
| Клуб             | Сезон            | Чемпионат | Чемпионат | Чемпионат | Кубок | Кубок | Кубок | Суперкубок | Суперкубок | Суперкубок | Еврокубки | Еврокубки | Еврокубки | Всего | Всего | Всего |
| Клуб             | Сезон            | Игры      | Голы      | С.м.      | Игры  | Голы  | С.м.  | Игры       | Голы       | С.м.       | Игры      | Голы      | С.м.      | Игры  | Голы  | С.м.  |
| ---------------- | ---------------- | --------- | --------- | --------- | ----- | ----- | ----- | ---------- | ---------- | ---------- | --------- | --------- | --------- | ----- | ----- | ----- |
| Уфа              | 2015/16          | 0         | 0         | 0         | 0     | 0     | 0     | —          | —          | —          | —         | —         | —         | 0     | 0     | 0     |
| Уфа              | 2016/17          | 10        | -7        | 6         | 1     | 0     | 1     | —          | —          | —          | —         | —         | —         | 11    | -7    | 7     |
| Уфа              | Итого            | 10        | -7        | 6         | 1     | 0     | 1     | —          | —          | —          | —         | —         | —         | 11    | -7    | 7     |
| Зенит            | 2016/17          | 10        | -5        | 6         | 0     | 0     | 0     | 0          | 0          | 0          | 0         | 0         | 0         | 10    | -5    | 6     |
| Зенит            | 2017/18          | 20        | -12       | 12        | 0     | 0     | 0     | —          | —          | —          | 11        | -8        | 4         | 31    | -20   | 16    |
| Зенит            | 2018/19          | 29        | -28       | 11        | 1     | -3    | 0     | —          | —          | —          | 12        | -14       | 2         | 42    | -45   | 13    |
| Зенит            | 2019/20          | 19        | -11       | 9         | 0     | 0     | 0     | 1          | -3         | 0          | 2         | -2        | 0         | 22    | -16   | 9     |
| Зенит            | 2020/21          | 12        | -12       | 3         | 1     | -2    | 0     | 0          | 0          | 0          | 0         | 0         | 0         | 13    | -14   | 3     |
| Зенит            | Итого            | 90        | -68       | 41        | 2     | -5    | 0     | 1          | -3         | 0          | 25        | -24       | 6         | 118   | -100  | 47    |
| Байер 04         | 2021/22          | 1         | -1        | 0         | 0     | 0     | 0     | —          | —          | —          | 1         | -1        | 0         | 2     | -2    | 0     |
| Байер 04         | 2022/23          | 1         | -2        | 0         | 0     | 0     | 0     | —          | —          | —          | 0         | 0         | 0         | 1     | -2    | 0     |
| Байер 04         | Итого            | 2         | -3        | 0         | 0     | 0     | 0     | —          | —          | —          | 1         | -1        | 0         | 3     | -4    | 0     |
| Карабах          | 2023/24          | 19        | -18       | 6         | 5     | -7    | 1     | —          | —          | —          | 10        | -18       | 3         | 32    | -41   | 10    |
| Карабах          | Итого            | 19        | -18       | 6         | 5     | -7    | 1     | —          | —          | —          | 10        | -18       | 3         | 34    | -43   | 10    |
| Динамо (Москва)  | 2024/25          | 7         | -6        | 2         | 0     | 0     | 0     | —          | —          | —          | —         | —         | —         | 7     | -6    | 2     |
| Динамо (Москва)  | Итого            | 7         | -6        | 2         | 0     | 0     | 0     | —          | —          | —          | —         | —         | —         | 7     | -6    | 2     |
| Всего за карьеру | Всего за карьеру | 128       | -102      | 55        | 8     | -12   | 2     | 1          | -3         | 0          | 36        | -43       | 9         | 173   | -160  | 66    |

### В сборной
| Сезон | Товарищеские | Товарищеские | Турниры | Турниры | Всего | Всего |
| Сезон | Игры         | Голы         | Игры    | Голы    | Игры  | Голы  |
| ----- | ------------ | ------------ | ------- | ------- | ----- | ----- |
| 2017  | 2            | -4           | 0       | 0       | 2     | -4    |
| 2018  | 3            | -7           | 2       | -3      | 5     | -10   |
| 2024  | 1            | 0            | —       | —       | 1     | 0     |
| Всего | 6            | -11          | 2       | -3      | 8     | -14   |

### Матчи и голы за сборную
| Матчи и пропущенные голы Андрея Лунёва за сборную России | Матчи и пропущенные голы Андрея Лунёва за сборную России | Матчи и пропущенные голы Андрея Лунёва за сборную России | Матчи и пропущенные голы Андрея Лунёва за сборную России | Матчи и пропущенные голы Андрея Лунёва за сборную России | Матчи и пропущенные голы Андрея Лунёва за сборную России | Матчи и пропущенные голы Андрея Лунёва за сборную России |
| №                                                        | Дата                                                     | Оппонент                                                 | Счёт                                                     | Пр. голы                                                 | Замены                                                   | Соревнование                                             |
| -------------------------------------------------------- | -------------------------------------------------------- | -------------------------------------------------------- | -------------------------------------------------------- | -------------------------------------------------------- | -------------------------------------------------------- | -------------------------------------------------------- |
| 1                                                        | 10 октября 2017                                          | Иран                                                     | 1:1                                                      | 1                                                        | —                                                        | Товарищеский матч                                        |
| 2                                                        | 14 ноября 2017                                           | Испания                                                  | 3:3                                                      | 3                                                        | —                                                        | Товарищеский матч                                        |
| 3                                                        | 27 марта 2018                                            | Франция                                                  | 1:3                                                      | 3                                                        | —                                                        | Товарищеский матч                                        |
| 4                                                        | 7 сентября 2018                                          | Турция                                                   | 2:1                                                      | 1                                                        | —                                                        | Лига наций УЕФА 2018/2019                                |
| 5                                                        | 10 сентября 2018                                         | Чехия                                                    | 5:1                                                      | 1                                                        | —                                                        | Товарищеский матч                                        |
| 6                                                        | 15 ноября 2018                                           | Германия                                                 | 0:3                                                      | 3                                                        | —                                                        | Товарищеский матч                                        |
| 7                                                        | 20 ноября 2018                                           | Швеция                                                   | 0:2                                                      | 2                                                        | —                                                        | Лига наций УЕФА 2018/2019                                |
| 8                                                        | 5 сентября 2024                                          | Вьетнам                                                  | 3:0                                                      | —                                                        | 45'                                                      | Товарищеский матч                                        |
| 9                                                        | 10 июня 2025                                             | Беларусь                                                 | 4:1                                                      | 1                                                        | —                                                        | Товарищеский матч                                        |

Итого: 9 матчей / 15 пропущенных голов / 1 «сухой» матч; 4 победы, 2 ничьи, 3 поражения.

## Достижения

### Командные
«Зенит»
- Чемпион России (3): 2018/19, 2019/20, 2020/21
- Обладатель Кубка России: 2019/20
- Бронзовый призёр чемпионата России: 2016/17

«Карабах»
- Чемпион Азербайджана: 2023/24
- Обладатель Кубка Азербайджана: 2023/24

### Личные
- Заслуженный мастер спорта России (2018)
- Лучший футболист месяца чемпионата России по футболу: сентябрь 2016
- Почётная грамота Президента Российской Федерации (27 июля 2018) — за большой вклад в развитие отечественного футбола и высокие спортивные достижения[14]
- В списках 33 лучших футболистов чемпионата России (2): № 3 — 2017/18, 2018/19